# 查理·布朗與弗朗茨·斯蒂格勒事件
查理·布朗與弗朗茨·斯蒂格勒事件（英語：Charlie Brown and Franz Stigler incident）是發生於1943年12月20日的一場奇特的空戰，在一次對不來梅的成功轟炸後，查理·布朗少尉（Charles "Charlie" Brown）和他所駕駛的B-17轟炸機（名為）在德國戰機與地面砲火反擊下受創。並遭遇納粹德國空軍戰鬥機飛行員弗朗茨·斯蒂格勒駕駛的Bf 109戰鬥機，但弗朗茲並未開火，反而護送查理和他的轟炸機離開。本事件被視為二次大戰中表現出珍貴人性光輝的時刻，但在事發40年後才因查理的敘述而為人所知，兩位飛行員也因此重逢並建立起友誼，直到弗朗茲於2008年3月離世為止。

## 飛行員
根據查理·布朗少尉自己的說法，他是一個來自西維吉尼亞州威斯頓的農家小子，負責駕駛B-17轟炸機，隸屬美國陸軍航空軍美國第八航空隊第379轟炸大隊，駐紮於英國金博爾頓基地。弗朗茨·斯蒂格勒，原漢莎航空飛行員，來自巴伐利亞，曾是德國第27戰鬥機聯隊的一員。

## 不來梅的任務
這是B-17轟炸機和他的機組員第一個任務，目標是轟炸位於不來梅的Fw 190戰鬥機生產工廠。第527轟炸中隊的成員們在任務前簡報中得知，任務期間他們可能要面對上百架的德國戰鬥機，同時不來梅被最少250座防空火炮所保護。查理和他的機組被分派到陣型的邊緣位置，這個位置由於容易被敵方攻擊而特別危險，之後有三架同行的轟炸機因為機械問題返航，查理和他的機組被調到了編隊的最前方。
進行任務時，「Ye Olde Pub」的乘員有：
- 查理·布朗少尉：正駕駛和飛機指揮官[7]
- 史賓賽·"Pinky"·路克少尉：副駕駛[8]
- 艾爾·"Doc"·薩多克少尉：領航員[9]
- 羅伯特·"Andy"·安德烈少尉：擲彈手（英语：Bombardier (air force)）[9]
- 貝特朗·"Frenchy"·庫勒姆中士：頂部砲塔砲手兼飛行機師[10]
- 迪克·Pechout中士：無線電操作員[11]
- 休伊·"Ecky"·艾肯羅德中士：尾翼砲塔砲手[11]
- 洛伊德·詹寧斯：左機身砲手[11]
- 艾利克斯·"Russian"·Yelesanko中士：右機身砲手[12]
- 山姆·"Blackie"·布萊克福德中士：球型砲塔砲手[13]

### 轟炸任務
查理·布朗的B-17轟炸機在空中8,320（27,300英尺）開始進行為時十分鐘的轟炸，當時機外溫度為−60 °C（−76 °F）。完成投彈後，壓克力製的機頭被防空火炮命中，二號引擎失效，進一步損傷了原先就已經出現問題，且需要使用節流閥避免超速的四號引擎。損傷導致查理和他的轟炸機速度下降，並脫離了編隊，不斷受到敵方的攻擊。

### 戰鬥機的攻擊
查理的轟炸機受到第11戰鬥機聯隊數十架Bf 109和Fw 190戰鬥機連續十分鐘的攻擊。這波攻擊後，除了先前的損傷，現在三號引擎也因為受損僅剩50%的功率，也就是說整架飛機只剩下原先的40%動力。轟炸機的氧氣、液壓和電力系統皆受到損傷，而左升降舵、一半的方向舵和機鼻則全毀。也許是機上功能受損，加上地勤沒有給武器妥善上油，導致自衛武器開始結冰跟卡彈，最後只剩下位於機身最上方的砲塔和機鼻三挺機槍中的一把還能夠射擊。機上的組員幾乎都受了傷：機尾砲手休伊·艾肯羅德，被敵機機砲命中頭部直接陣亡，布萊克福德的腳因為制服裡的加熱線失效而凍傷，Yelesanko的腿部被碎片擊中而重傷，Pechout的眼睛被擊中，查理自己的右肩也受了傷。機上的嗎啡開始結冰、無線電失效，狀況變得越來越糟。但是最後，除了艾肯羅德以外，機上其餘組員都奇蹟似的生還。

### 弗朗茨·斯蒂格勒
德國的地面部隊和弗朗茨（當時他已經取得27次空戰勝利和王牌資格）發現了查理那搖搖欲墜的轟炸機。完成緊急燃油和彈藥補給後，弗朗茨駕著他的Bf 109 G-6戰機緊急升空攔截。很快的，弗朗茨追上了查理和查理的轟炸機，但是轟炸機機身上的損傷，使弗朗茨能清楚的看到裡面受傷和無法動彈的機組員。令查理和他的組員驚訝的是，弗朗茨並沒有向他們開火。弗朗茨表示：「在當時，對我來說他們就是已經開啟降落傘的人。我看到了，且我也無法向他們開火。」
弗朗茨曾嘗試讓查理降落在德國機場並投降，或者降落在中立的瑞典接受醫療照顧，不過轟炸機的機組員會被拘禁直到戰爭結束。不過查理和他機上的其他組員沒辦法理解弗朗茨的喊叫和手勢是甚麼意思。因此，弗朗茨將他的飛機靠近查理的轟炸機，告訴查理他將引導他們飛往瑞典，接著弗朗茨飛在轟炸機護送他們。弗朗茨清楚德軍防空單位會辨認出德國飛機，不會向他與其編隊開火，然後弗朗茨帶著他們飛到了海岸進入開放水域。查理當時無法理解弗朗茨的意圖，因此叫機身上方的砲塔瞄準弗朗茨，以此警告弗朗茨遠離。弗朗茨意會到了查理的意思，並判定他們已經離開德國空域，向查理敬禮後就調轉機頭離開。

### 落地
弗朗茨離開後，查理駕駛著轟炸機跨過了北海，共飛行了250英里（400）並降落在英國空軍的斯林機場。在之後的簡報中，查理提到了事情的經過，並被長官以「我們不能在部隊中散播敵人的潔高情操而產生不利作戰的氛圍」為由下達禁口令；之後，查理這麼評論這件事：「總有人認為，德軍的飛行員都不是人。」弗朗茨在事後也沒有向其他人談論過這件事，因為很有可能會被處決。布朗接著完成了一次戰鬥之旅。而弗朗茨則是在JV 44噴射戰鬥機中隊成為了Me 262戰鬥機飛行員，直到战争结束。

## 戰後會面
戰後，查理回到了西維吉尼亞州的家鄉，並就讀了大學。1949年加入了新成立的美國空軍，並一直服役到1965年。之後他以國務院外交事務官（State Department Foreign Service Officer）的身分，多次飛往寮國和越南。1972退休後，查理搬到了邁阿密並成為一名發明家。
弗朗茨則是在1953年移民到了加拿大，並成為一名商人。
1986年，退伍許久的查理·布朗中校，受邀在一個舉辦於阿拉巴馬州麥司威爾-甘特空軍基地航空指揮參謀大學的「雄鷹聚會」（Gathering of the Eagles，一個戰鬥機飛行員集會）中演講。期間有人問到他，在二戰時有沒有甚麼令他印象深刻的事，查理想了一會，說出了這件事。會後，查理決定找出這名未知的德國飛行員。
四年後，搜尋西德空軍和美國空軍的資料毫無進展後，查理已想不出其他方法了。之後查理寫了封信到一個戰鬥機飛行員協會尋求協助。幾個月後，他收到人在加拿大的弗朗茨的信，信上寫著：「我就是那個飛行員。」。之後他們用電話聯絡，弗朗茨形容了他的飛機、護送和敬禮的經過，查理確定弗朗茨就是在事件中的飛行員。
查理布朗與弗朗茨·斯蒂格勒在1990年2008年間成為了很要好的朋友，並維持很好的友誼直到2008年兩人相繼去世。

## 流行文化
- 這起事件被作家亞當·馬科斯（英语：Adam Makos）寫成書並出版，名為《A Higher Call》。[19]
- 這起事件成為薩巴頓樂團歌曲「No Bullets Fly」的基礎，收錄在該樂團的英雄（英语：Heroes (Sabaton album)）專輯中，於2014年5月釋出。[20][21][22][23][24][25]
- 重返犯罪現場的藍天天使（英语：Better Angels (NCIS)）一集中，採用了這起事件作為藍本。
- 在美國版尋謎博物館第17季第44集中被提到。

## 註腳
1. ↑  John Blake. . CNN. 2013-03-09  [2019-05-14]. （原始内容存档于2020-02-21）.
2. ↑  . veterantributes.org.   [2019-06-22]. （原始内容存档于2021-03-05）.
3. 1 2  Brent Gilbert. . CTV News.   [4 April 2011]. （原始内容存档于2011-06-09）.
4. ↑  . 2012-12-09  [2019-06-22]. （原始内容存档于2021-02-11）.
5. ↑  Makos & Alexander 2012，第192頁.
6. ↑  Makos & Alexander 2012，第159-162頁.
7. ↑  Makos & Alexander 2012，第135頁.
8. ↑  Makos & Alexander 2012，第136頁.
9. 1 2  Makos & Alexander 2012，第144頁.
10. ↑  Makos & Alexander 2012，第166頁.
11. 1 2 3  Makos & Alexander 2012，第149頁.
12. ↑  Makos & Alexander 2012，第151頁.
13. ↑  Makos & Alexander 2012，第150頁.
14. 1 2 3 4  .   [2019-05-14]. （原始内容存档于2015-12-08）.
15. ↑  Makos & Alexander 2012，第181頁.
16. ↑  Makos & Alexander 2012，第184-185頁.
17. 1 2  Makos & Alexander 2012，第186-189頁.
18. ↑  . The Miami Herald. 2008-12-07  [2011-05-13]. （原始内容存档于2021-02-05）.
19. ↑  Callahan, Maureen. . New York Post. 2012-12-09  [2018-04-16]. （原始内容存档于2021-03-23）.
20. ↑  . histori.id.   [2017-12-20]. （原始内容存档于2017-12-22） （美国英语）.
21. ↑  . metalexiles.com.   [2017-12-20]. （原始内容存档于2019-10-02）.
22. ↑  .   [2017-12-20]. （原始内容存档于2019-05-14）.
23. ↑  S.A., Wirtualna Polska Media. . opinie.wp.pl. 2015-02-13  [2017-12-20]. （原始内容存档于2021-01-18） （波兰语）.
24. ↑  (www.chromatic-chaos.com.ar), Fernando Ricciardulli - CHROMATIC CHAOS. . www.headbangerslatinoamerica.com.   [2017-12-20]. （原始内容存档于2017-12-22） （西班牙语）.
25. ↑  .   [2017-12-20]. （原始内容存档于2019-05-14）.